# Три этюда для автопортрета
«Три этюда для автопортрета» (англ. Three Studies for a Self-Portrait) — триптих британского художника ирландского происхождения Фрэнсиса Бэкона. Он написан маслом на холсте. Две его части подписаны и датируются 1979 годом, а третья — 1979—1980 годами. Работу можно трактовать как глубокий самоанализ художника, предпринятый после самоубийства его любовника Джорджа Дайера, и как одну из серий внутренних автопортретов, созданных в течение 1970-х годов. Бэкону было семьдесят лет в то время, но он казался нестареющим.
«Три этюда для автопортрета» состоят из трёх слегка искажённых автопортретов Бэкона, появляющихся на обволакивающем чёрном фоне. Формат триптиха позволяет Бэкону показать три аспекта его лица. Центральный портрет расположен лицом к лицу со зрителем, в то время как боковые представляют около трёх четвертей лица Бэкона каждый, в то время как четверть близкая к центру триптиха затемнена. Все три портрета схожи с полицейскими фотографиями под арестом. Размеры каждой части триптиха составляют 37,5 на 31,8 см.
Бэкон заявлял, что ненавидит своё собственное лицо, которое он описал как напоминающее пудинг. Художник утверждал, что прибегал к автопортрету, поскольку его другие модели «умирали как мухи, так что больше некого было рисовать». Так или иначе, автопортреты доминируют в его работах 1970-х и начала 1980-х годов, после самоубийства Джорджа Дайера, кульминацией которого стало его шедевр «Этюд для автопортрета — триптих» (1985—1986), после чего он в значительной степени отказался от этой темы.
Как и в большинстве своих портретов среднего периода Бэкон стремился передать жестокость и влияние жизни на своих натурщиков с помощью применения широких и толстых мазков кисти, серьёзно искажавших лица изображаемых. Как и в большинстве этих работ, головы, которые немного меньше, чем в натуральную величину, ограничены в плотно сжатых пространствах с тёмными и неопределёнными фонами. Согласно Метрополитен-музею в Нью-Йорке, где хранится этот триптих, этот фокус «позволяет только размышлять о самом лице — его разрушениях, его глубоких психологических глубинах и чувствах, медленно поворачиваясь вокруг него, переходя от одной части к другой будто в томном панорамном кадре.» Триптих также отличается от традиционных работ Бэкона своими глубокими чёрными фонами, подчёркивающими черты лица натурщика и тонкости его выражений.
Хотя Бэкон был общительным, но он защищал свою частную жизнь, и особенно свои методы работы. Он писал скорее с фотографий, чем с натуры, и не допускал посетителей в свою мастерскую в рабочее время. Таким образом, его автопортреты давали редкое понимание его внутренней жизни в это время.
Триптих был впервые выставлен в галерее Мальборо в 1980 году и приобретён мексиканским кинопродюсером российского происхождения Жаком Гельманом и его женой Наташей. После смерти Жака в 1986 году и Наташи в 1998 году триптих был завещан Метрополитен-музею вместе с 80 другими работами из коллекции современного искусства супругов стоимостью $300 млн.